# Малката русалка
Малката русалка (на датски: Den lille havfrue) е приказка от Ханс Кристиян Андерсен. За първи път е публикувана на 7 април 1837 г.

## Историята
Малката русалка живее в морето с баща си, морския крал, баба си и петте си сестри. Един ден тя забелязва кораб, на който пътува принц. Излиза страховита буря, при която принцът пада зад борда. Русалката го спасява и в безсъзнание го отнася на брега. В този момент от близкия манастир се появява красива млада жена и русалката незабелязано се връща в морето. Принцът решава, че жената от манастира го е спасила.
Русалката разпитва баба си за хората и научава, че за разлика от русалките, които живеят триста години и накрая се превръщат в морска пяна, хората живеят по-кратко, но имат безсмъртна душа. Единственият начин русалка да получи човешка душа е, ако някой човек я обикне и ѝ обещае вечна вярност.
Копнежът на русалката по принца и безсмъртната човешка душа я отвежда при морската магьосница. Разбрала за желанието на русалката да замени своята рибя опашка за човешки крака и да опита да спечели любовта на принца, магьосницата я предупреждава за изпитанията, на които би се изложила. Русалката може да получи крака и походка, но при всяка крачка ще изпитва болка сякаш стъпва по остриета. Ще трябва да се откаже завинаги от живота си на русалка и близките си, а също и от прекрасния си глас. Ако възлюбеният от нея се ожени за друга, русалката ще се превърне в морска пяна на следващата сутрин.
Русалката дава съгласието си и следвайки инструкциите на магьосницата, се превръща в нямо младо момиче, което принцът намира край морето и завежда в своя палат. Принцът силно се привързва към нея, но баща му настоява той да се ожени за принцеса от съседно кралство. Принцът успокоява русалката, че не би се оженил за друга, освен за жената, на която смята, че дължи живота си, или за нея. Когато пристига красивата принцеса обаче, принцът разпознава в нея хубавицата от манастира и щастлив решава да побърза със сватбата. Същия ден двамата се женят и е организирано пищно сватбено тържество на кораб в морето.
Малката русалка е сломена, когато се появяват сестрите ѝ с отрязани коси. Магьосницата ги е взела в замяна на вълшебен нож, с помощта на който русалката може да си възвърне предишния облик, ако прониже с него принца в сърцето. Русалката няма сили да го убие, затова се хвърля в морето и тялото ѝ се разпада като морска пяна. Тя обаче не умира, а се превръща в една от дъщерите на въздуха – прозрачни летящи създания, които макар да нямат човешка душа, могат сами да я спечелят с добри дела.

## Статуята на Малката русалка
В Копенхаген, в парка „Чърчил“, има статуя на Малката русалка, поставена през 1913 г., която се е превърнала в символ на града и е туристическа атракция.